# Dalby Norreskog

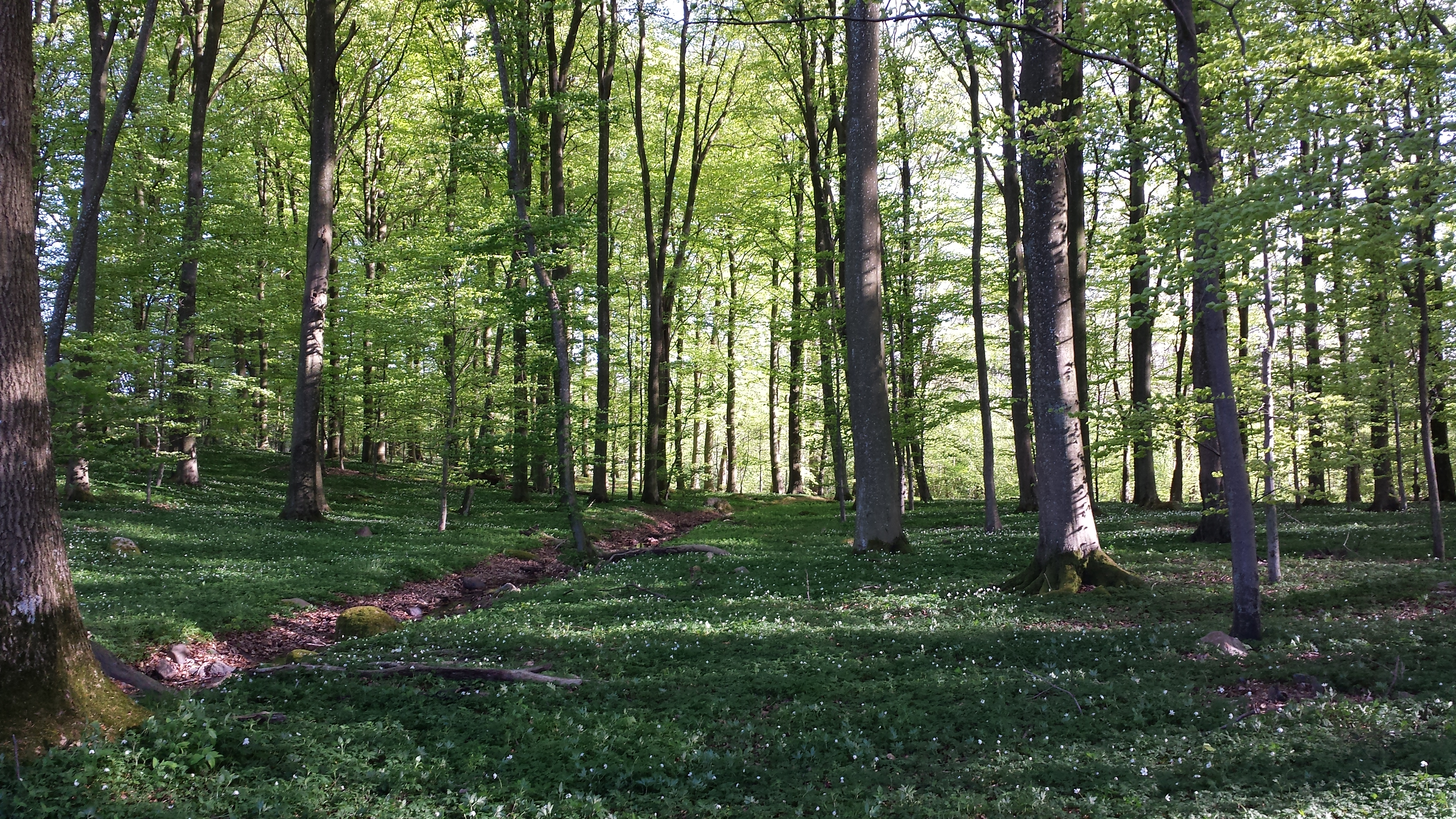
Anémonas creciendo en la reserva

Dalby Norreskog es una reserva natural ubicada en las cercanías de Dalby y Lund, en el sur de Suecia. Forma lo que se conoce como Dalby Hage (Jardín Dalby) junto con al parque nacional de Dalby Söderskog. El nombre significa «bosque del norte».